# Scharbeutz
Scharbeutz er en by og kommune i det nordlige Tyskland, beliggende under Kreis Østholsten i delstaten Slesvig-Holsten.

## Geografi
Scharbeutz ligger ved Lübeck Bugt nær østersøkysten af Slesvig-Holsten.

### Nabokommuner
- Süsel mod nord
- Sierksdorf mod nordøst
- Timmendorfer Strand mod sydøst
- Ratekau mod syd
- Stockelsdorf mod sydvest
- Ahrensbök mod vest

I Scharbeutz ligger byerne Scharbeutz og Pönitz, kirkebyen Gleschendorf samt landsbyerne Haffkrug, Gronenberg, Klingberg, Sarkwitz, Schulendorf, Schürsdorf og Wulfsdorf.